# Rybí líhně v Borových Ladech

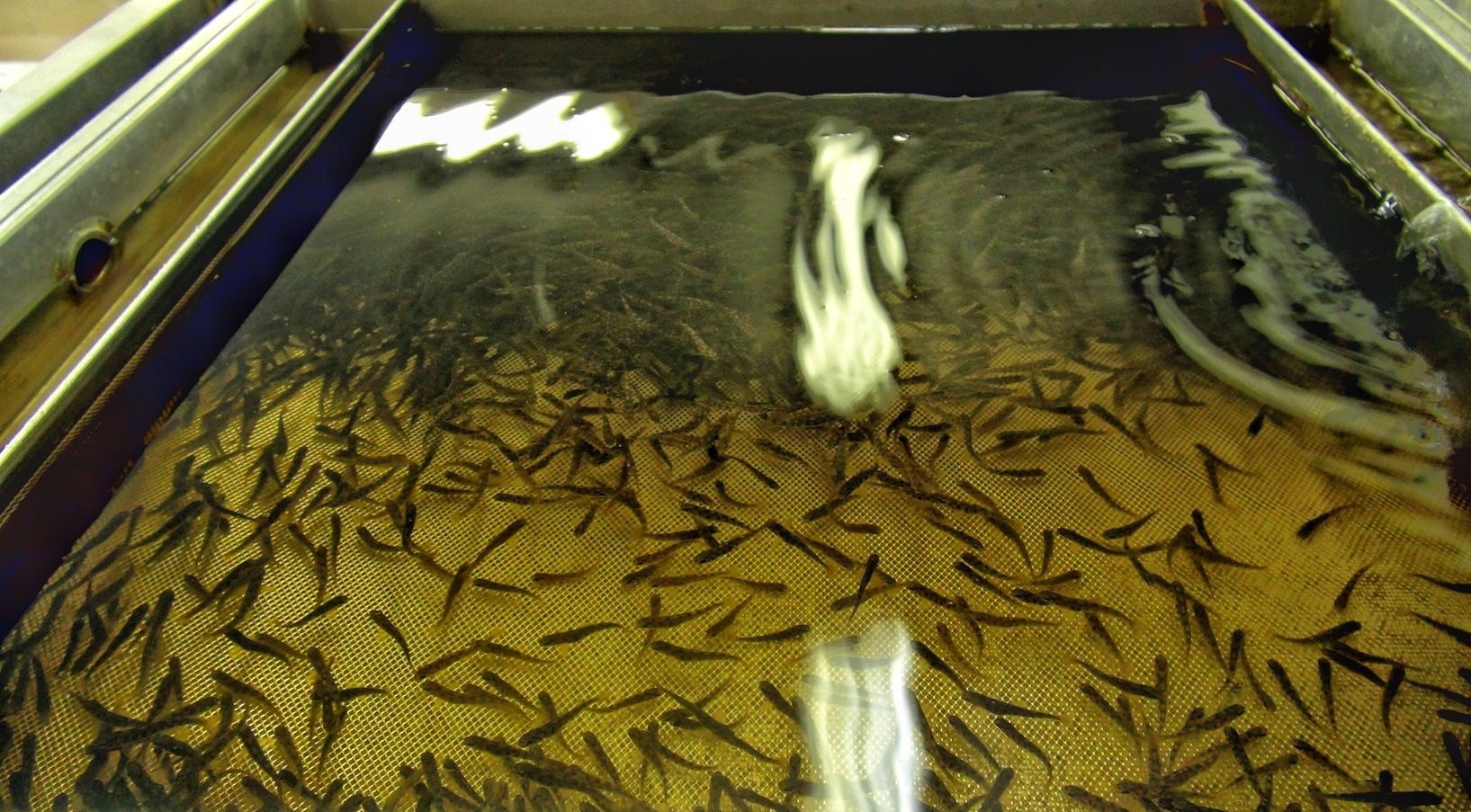
Rybí potěr

Rybí líhně v Borových Ladech slouží k reprodukci a návratu původním druhům studenovodních ryb do vod horských řek Šumavy. Jsou zde uměle vytíráni pstruzi obecní potoční, lipani podhorní, vranky obecné, mníci jednovousí. Přirozeně se v jednom z rybníčků množí střevle potoční a mihule potoční. Probíhal zde výzkum, zda jsou glochidie perlorodky říční schopné zde při parazitování na pstruzích dokončit vývoj.

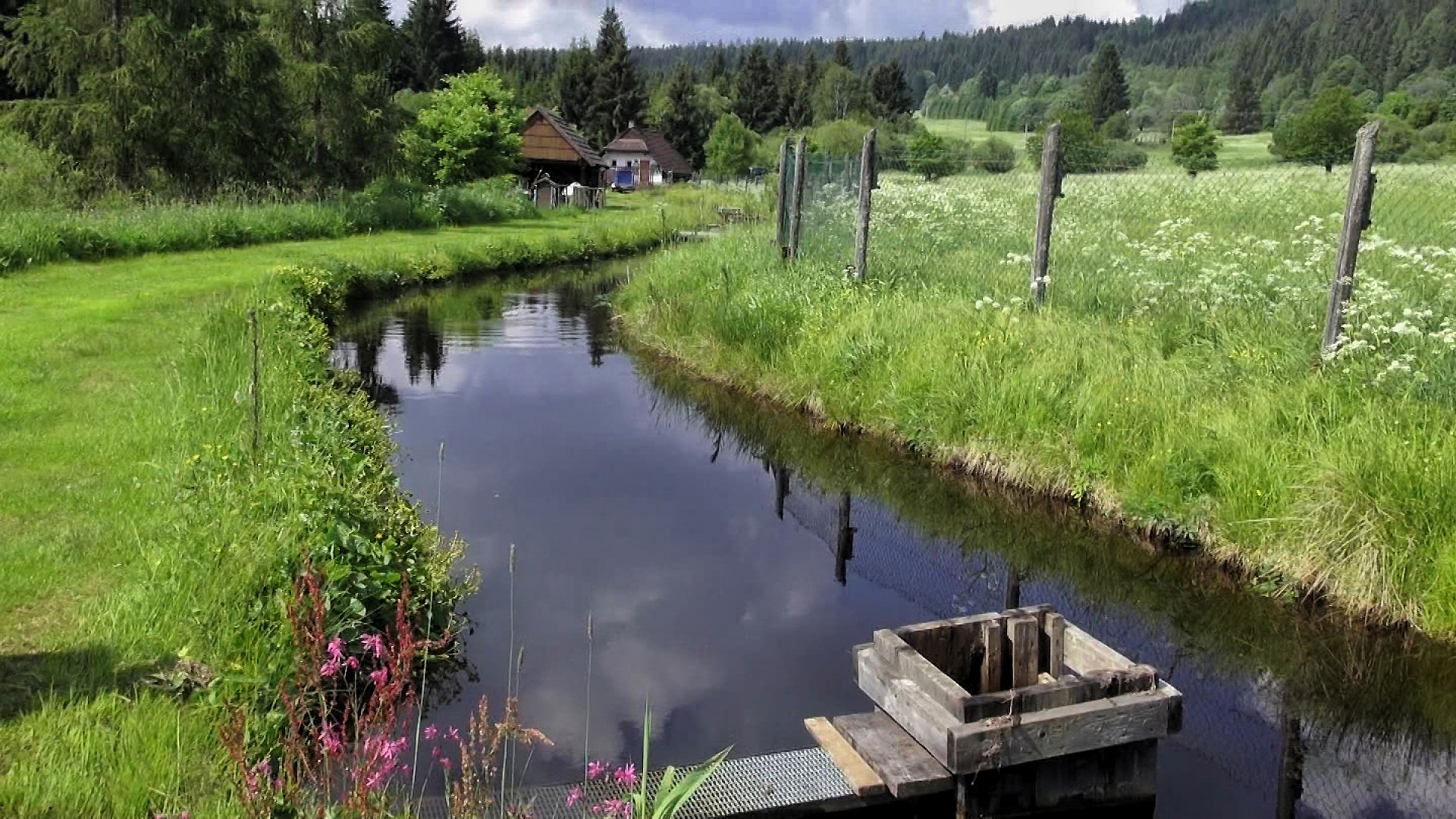
Rybí líhně v Borových Ladech

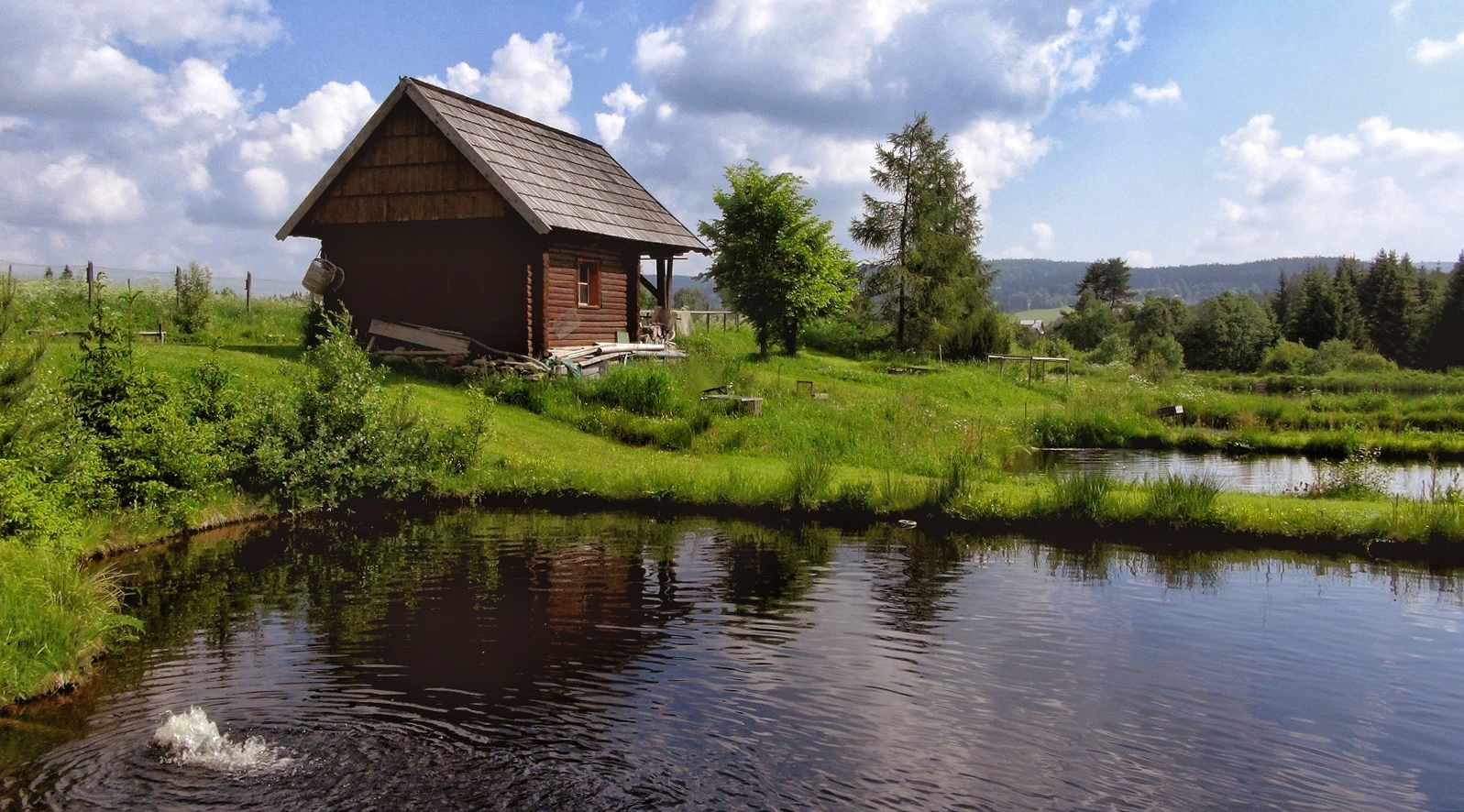
Chovné rybníčky

K vytírání ryb slouží nádrže v suterénu líhně, sloužící současně jako návštěvnické centrum NP Šumava (další návštěvnická centra, kde je možné pozorovat zvířata, jsou na Kvildě – zaměřená na pozorování a informování o životě jelenů evropských a rysa ostrovida, s vlky je podobně možné se seznámit v Srní, v Borových Ladech jsou také soví voliéry).
Rybí líhně v Borových Ladech jsou v provozu od roku 1998, zásluhu na vybudování a provozu měl Josef Šperl, jeho nástupcem se stal v roce 2018 Zbyněk Janči. V doprovodu zaměstnance NP Šumava je možné si činnost líhní prohlédnout, prohlídky pro zájemce, organizované od roku 2010, se konají v červenci a srpnu každé úterý od 10 hodin. Součástí komentované edukační prohlídky, spojené s ukázkou krmení dospělých ryb, je i návštěva soustavy venkovních chovných nádrží, napájených Teplou Vltavou. Krmení ryb je atraktivní zejména pro dětské návštěvníky.
Nad objektem líhní se nachází rybí přechod, kterým odchované ryby putují proti proudu do řeky. Ten v roce 2022 zničila povodeň, plně funkční, tedy i odečítající elektronickým rámem počet vypuštěných očipovaných jedinců, je znovu od téhož roku.